# Список главных тренеров, выигравших Кубок УЕФА и Лигу чемпионов УЕФА среди женщин
Ниже представлен список главных тренеров, выигравших Лигу чемпионов УЕФА среди женщин.
Лига чемпионов УЕФА среди женщин является ежегодным женским футбольным турниром, основанным в 2001 году.
С первого розыгрыша 2001/02 года и до сезона 2008/09 турнир назывался Кубком УЕФА среди женщин. Первый финал Кубка УЕФА среди женщин был одноматчевым. Со следующего розыгрыша в 2003 году и до 2009 года, победитель определялся по результатам двух матчей, по одному на стадионе каждого участвующего клуба, но с 2010 года в связи с изменением названия турнира, был изменён и формат его проведения, в результате чего был введён одноматчевый финал на нейтральном поле.
Немка Моника Штаб стала первым тренером и одной из двух тренеров-женщин (вторая Мартина Фосс-Текленбург, выигравшая кубок в 2009 году с клубом «Дуйсбург 2001»), выиграв Кубок УЕФА в 2002 году с «Франкфуртом». А первым главным тренером, выигравшим этот турнир в новом формате, стал немец Бернд Шрёдер, который привёл к победе потсдамский «Турбине». Самые успешные тренеры — немецкие, они выиграли этот турнир в общей сложности семь раз.
Шесть главных тренеров смогли завоевать Кубок УЕФА/трофей Лиги чемпионов два раза. Первый двукратный победитель — Ханс-Юрген Тритшокс, он привёл к победе «Франкфуртом» в 2006 и 2008 году. Того же результата добился и Бернд Шрёдер с «Турбине» в 2005 году и в 2010 году. Французы Патрис Лер, Жерар Прешер и Рейнальд Педрос каждый одерживали победы с лионским «Олимпиком» два года подряд.

## Список победителей по годам

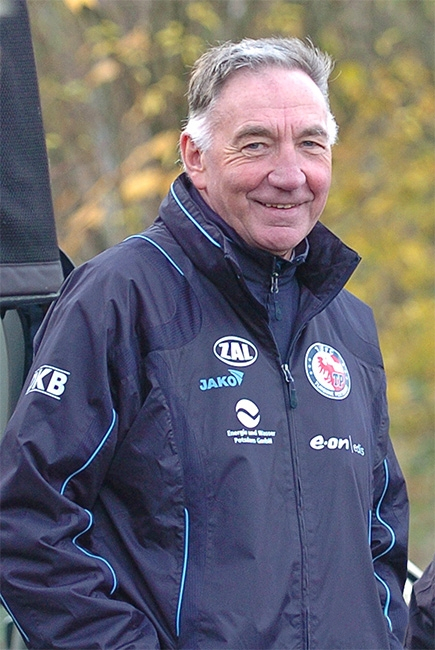
Бернд Шрёдер выиграл Кубок УЕФА/Лигу чемпионов УЕФА среди женщин в 2005 и 2010 году

| Финал | Страна     | Тренер-победитель       | Клуб          | Примечание |
| ----- | ---------- | ----------------------- | ------------- | ---------- |
| 2002  | Германия   | Моника Штаб             | Франкфурт     | [ 3 ]      |
| 2003  | Швеция     | Ричард Холмлунд         | Умео          | [ 4 ]      |
| 2004  | Швеция     | Андре Еглерц            | Умео          | [ 5 ]      |
| 2005  | Германия   | Бернд Шрёдер            | Турбине       | [ 6 ]      |
| 2006  | Германия   | Ханс-Юрген Тритшокс     | Франкфурт     | [ 7 ]      |
| 2007  | Англия     | Вик Акерс               | Арсенал       | [ 8 ]      |
| 2008  | Германия   | Ханс-Юрген Тритшокс     | Франкфурт     | [ 9 ]      |
| 2009  | Германия   | Мартина Фосс-Текленбург | Дуйсбург 2001 | [ 10 ]     |
| 2010  | Германия   | Бернд Шрёдер            | Турбине       | [ 11 ]     |
| 2011  | Франция    | Патрис Лер              | Олимпик Лион  | [ 12 ]     |
| 2012  | Франция    | Патрис Лер              | Олимпик Лион  | [ 13 ]     |
| 2013  | Германия   | Ральф Келлерманн        | Вольфсбург    | [ 14 ]     |
| 2014  | Германия   | Ральф Келлерманн        | Вольфсбург    | [ 15 ]     |
| 2015  | Англия     | Колин Белл              | Франкфурт     | [ 16 ]     |
| 2016  | Франция    | Жерар Прешер            | Олимпик Лион  | [ 17 ]     |
| 2017  | Франция    | Жерар Прешер            | Олимпик Лион  | [ 18 ]     |
| 2018  | Франция    | Рейнальд Педрос         | Олимпик Лион  |            |
| 2019  | Франция    | Рейнальд Педрос         | Олимпик Лион  |            |
| 2020  | Франция    | Жан-Люк Вассе           | Олимпик Лион  |            |
| 2021  | Испания    | Луис Кортес             | Барселона     |            |
| 2022  | Франция    | Соня Бомпастор          | Олимпик Лион  | [ 19 ]     |
| 2023  | Испания    | Джонатан Гиральдес      | Барселона     | [ 20 ]     |
| 2024  | Испания    | Джонатан Гиральдес      | Барселона     |            |
| 2025  | Нидерланды | Рене Слегерс            | Арсенал       | [ 21 ]     |

## Главные тренеры по странам
В этой таблице указано количество побед по гражданской принадлежности главных тренеров.
| Страна     | Количество побед |
| ---------- | ---------------- |
| Германия   | 8                |
| Франция    | 8                |
| Испания    | 3                |
| Швеция     | 2                |
| Англия     | 2                |
| Нидерланды | 1                |